# Des frères et des sœurs
Des frères et des sœurs est un téléfilm 2013 français réalisé par Anne Giafferi et diffusé pour la première fois le 23 avril 2014 sur France 2.

## Synopsis
Pour l'enterrement de leur père, quatre frères et sœurs se réunissent à l'Île de Ré dans la maison familiale.

## Fiche technique
- Réalisation : Anne Giafferi
- Scénario, Adaptation et Dialogues : Anne Giafferi
- Image : Stéphane Cami
- Montage : Fred Beraud-Dufour
- Musique originale : Jean-Michel Bernard
- Producteurs : Guillaume Renouil, Thierry Bizot et Emmanuel Chain
- SOciété de production : Elephant Story, avec la participation de France Télévisions et TV5 Monde

## Distribution
Sauf indication contraire, les informations mentionnées dans cette section peuvent être confirmées par la base de données cinématographiques IMDb,  présente dans la section « Liens externes ».
- Pascale Arbillot : Adèle
- Thierry Frémont : Arnaud
- Julien Boisselier : Antoine
- Blanche Gardin : Alice
- Valeria Cavalli : Dominique
- Henri Vignaux : Le père
- Jean-Jacques Albert : Le médecin
- Agnès Brion : La dame de la chapelle
- Angèle Hedeline : La pleureuse
- Laura Meissat-Hirel : Fille des pompes funèbres
- Luana Proffit : Adèle à 12 ans
- Augustin Savatier : Garçon des pompes funèbres
- Aude Suarez Pazos : Colette

## Musiques additionnelles
Sauf indication contraire, les informations mentionnées dans cette section peuvent être confirmées par le générique de fin de l'œuvre audiovisuelle présentée ici, ainsi que par la base de données cinématographiques IMDb,  présente dans la section « Liens externes ».
- Raindrops Keep Fallin' on My Head - B. J. Thomas
- Sunny - Chris Montez
- Concerto pour piano nº 23 de Mozart - Adagio - Wolfgang Amadeus Mozart

## Autour du téléfilm
Le véhicule que conduit Julien Boisselier au début du film est une Citroën Méhari.

## Récompense
- Festival de la fiction TV de La Rochelle 2013 : Meilleur téléfilm de comédie[1] .